# Muara Jaya (Kepenuhan Hulu)
Muara Jaya is een bestuurslaag in het regentschap Rokan Hulu van de provincie Riau, Indonesië. Muara Jaya telt 4614 inwoners (volkstelling 2010).